# 鴛靈
鴛靈（1987年12月31日—），越南女歌手。

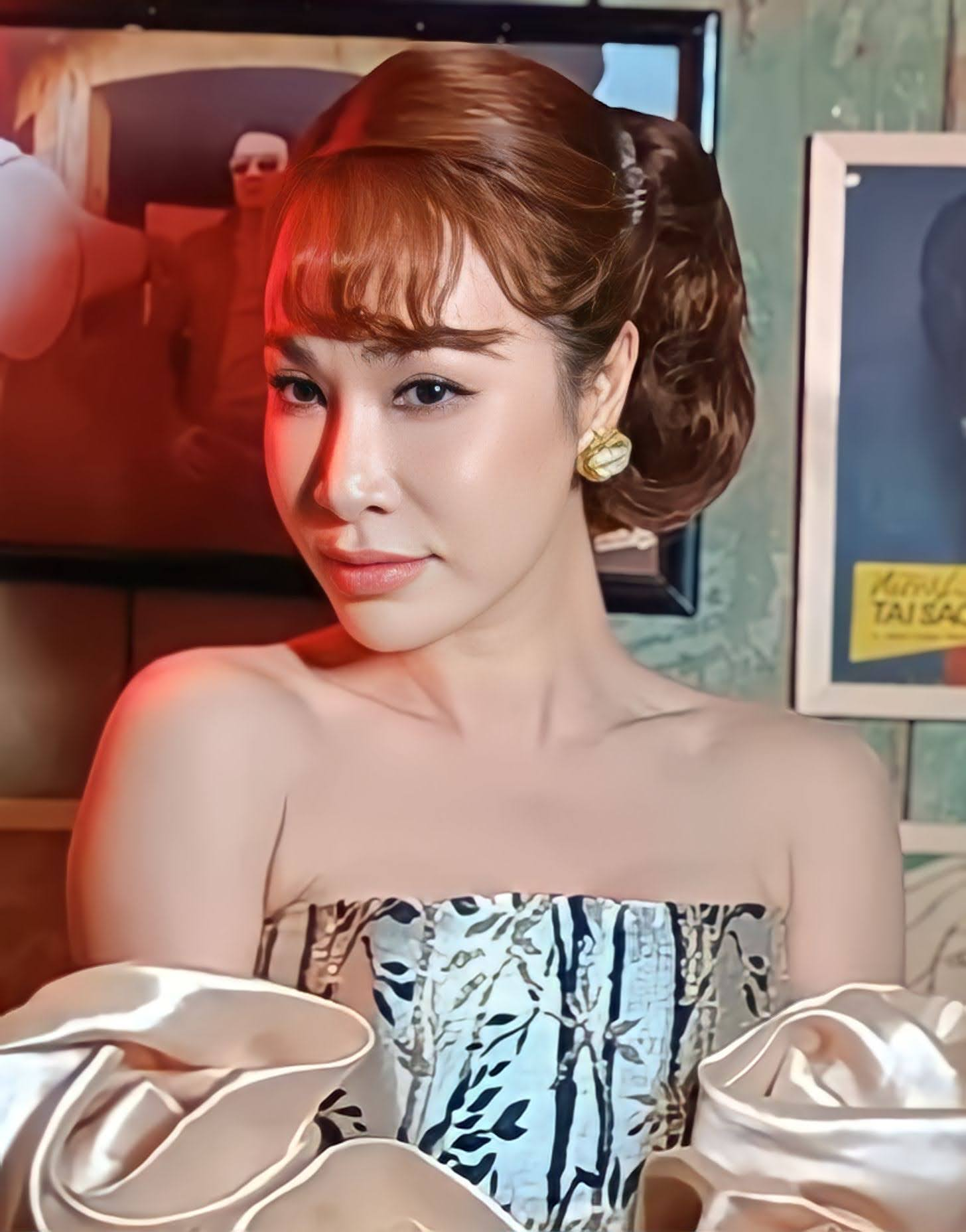

原名陈阮鴛靈（越南语名：Trần Nguyễn Uyên Linh）,在胡志明市出生和长大。曾就读于胡志明市黎洪峰中学，后在越南外交学院读书。2007年，鴛靈参加Vietnam Idol第一季，但没有入围Top100。2008年，以外交学院代表参加Giọng hát vàng - Soul of Melody 2008，并获得特别奖。2010年12月25日获得Vietnam Idol 冠军。

## 专辑
Uyên Linh Idol Collection(2010)
Giấc Mơ Tôi(Vol.1)
Ước sao ta chưa gặp nhau（2014）